# Matteo Aloisio Niedhammer y Yaeckle
Matteo Aloisio Niedhammer y Yaeckle OFMCap (* 11. September 1901 in New York City; † 25. Juni 1970 in Puerto Cabezas, Nicaragua) war ein US-amerikanischer römisch-katholischer Ordensgeistlicher und Apostolischer Vikar von Bluefields.

## Leben
Matteo Aloisio Niedhammer y Yaeckle trat der Ordensgemeinschaft der Kapuziner bei und empfing am 8. Juni 1927 das Sakrament der Priesterweihe.
Am 11. Mai 1943 ernannte ihn Papst Pius XII. zum Titularbischof von Caloe und zum Apostolischen Vikar von Bluefields. Der Generalsuperior des Maryknoll-Missionsordens, Bischof James Edward Walsh MM, spendete ihm am 29. Juni desselben Jahres die Bischofsweihe; Mitkonsekratoren waren der Weihbischof in New York, Stephen Joseph Donahue, und der Weihbischof im US-amerikanischen Militärordinariat, John Francis O’Hara CSC.
Niedhammer y Yaeckle nahm an allen vier Sitzungsperioden des Zweiten Vatikanischen Konzils teil.